# 日本若者協議会
一般社団法人日本若者協議会（にほんわかものきょうぎかい、英: Japan Youth Conference、略: JYC）は、日本の非政府組織・若者団体である。

## 概要
本部は、東京都品川区二葉。若者の意⾒を汲み取り、アドボカシーを通じて政策決定の場に若年層の意⾒を反映させ、若者及び将来世代が⽣きやすい社会の実現に資することを⽬的に活動している。
個人・団体会員合計約4,800名（2021年11月時点）の傘団体としての性格を持っており、それらを中心とした若者の声を集約し若者の政治参加、教育、子育て、労働、ジェンダー、環境問題など、若者及び将来世代に大きく関係する政策を主に提言している。欧州各国等で見られる「若者協議会（youth parliament）」をモデルに、若者の団体や個人が政党や政府へ直接声を届けるための仕組み作りを行なっている。
創設時より超党派をポリシーに掲げており、あらゆる政党と分け隔てなく連携し政策実現のために活動を行なっている。

## 沿革
2014年に「若者世代が直接政治へ意見を届け、若者代表が政党や政府と交渉を行うことが出来る場を作ること」を目指して日本若者協議会 準備会が設立された。2015年11月に高橋亮平、福島宏希らが日本若者協議会を設立、初代代表に富樫泰良が就いた。2018年3月に一般社団法人へ登記、代表理事に室橋祐貴が就く。
国政のみならず、関西・関東支部を立ち上げ地方自治体とも連携し活動を行う。主要な提言先は自由民主党、公明党、立憲民主党、国民民主党、日本維新の会、日本共産党、政府・省庁、地方自治体。個人会員734名、団体会員67団体に上る（2022年2月7日現在）。若者政策は子育て世代にも直結しており、学生に限らず、社会人・子育て世代である30代の参加・発言も必要とすることから、参加するための年齢要件は下限は特に定めず、上限は39歳としている。主な活動スタッフは20代・30代の若手社会人から高校生・大学生。
2014年から主要国政政党6党に所属する国会議員と若者とのディスカッションイベント「ユースパーラメント」や若者の意見を政党マニフェストに盛り込めるように議員との連続勉強会を実施している。テーマは若者の政治参加、教育、子育て、労働、ジェンダー、環境問題など若者に大きく関係する政策。2016年参院選や2017年衆院選、2019年参院選では、主要6政党の公約に載せることに成功し既に多くの提言が実現している。2021年からは東京都議会に所属する5政党と、また同年に千葉県知事選挙や横浜市長選挙、川崎市長選挙など地方首長選挙の際にも同様のイベントを開催し、政策のマニフェスト掲載を通して政策実現を行うために活動している。
2018年3月には超党派の国会議員連盟「若者政策推進議員連盟」を設立（会長：牧原秀樹 衆議院議員）し、これまで自由民主党、公明党、立憲民主党、国民民主党、日本維新の会、日本共産党、NHKから国民を守る党の若手・中堅国会議員が参加している。少子高齢化が進む中で、長期的には重要であるものの、相対的に軽視されがちな若者政策の推進を目的にした議員連盟であり、これまで「被選挙権年齢の一律18歳への引き下げ」「供託金の引き下げ」「ネットでの選挙運動・投票の解禁」などを党を超えて議論してきた。
それ以外にも、自由民主党成人年齢に関する特命委員会（2015年8月）、民進党総務部門会議「供託金引き下げについてヒアリング」（2017年5月）、立憲民主党繋がる本部「SDGsについて」（2018年3月）、公明党GIGAスクール構想推進委員会「高校でのICT活用について」（2020年9月）、自由民主党教育実行再生調査会「奨学金制度（J-HECS）について」（2020年11月）など各党内の部会への参加も行なっている。また文部科学省「大学入試のあり方に関する検討会議（第7回）」（2020年5月）に会員の高校生が出席した。他にも経団連や連合などの業界団体との意見交換、経済同友会主催「未来選択会議」への参加なども行なっている。
2019年10月にマニフェスト大賞実行委員会（共催：早稲田大学マニフェスト研究所、毎日新聞社）が主催する第14回マニフェスト大賞の「優秀マニフェスト推進賞＜市民部門＞」優秀賞に選出されている。
2020年、「学校内民主主義を考える検討会議」を立ち上げ、校則改正を含めた学校運営全般について生徒の声を反映させる「学校内民主主義」を確立していくことを訴え、提言活動を実施。
2020年、気候変動対策に将来世代である若者の声を盛り込む「日本版気候若者会議」の設置、「こども国会」の開催(以降、継続的に実施)、痴漢対策強化を求めるプロジェクトの立ち上げなどを行う。
2023年、北欧のデモクラシーフェスティバルや選挙小屋を参考に、各政党のブースや、市民団体のブース、パネルディスカッション、キッチンカー、音楽ライブなどによって構成される、政治や民主主義をテーマにした対面のイベント民主主義ユースフェスティバルを初開催。
2024年、民主主義ユースフェスティバルを札幌で開催。地方での初開催となる。その後、2025年には神戸でも開催している。
2025年、都内に民主主義について気軽に学べる常設のミュージアムとして民主主義博物館を開館予定。

### 年表
- 2015年
  - 03月：この頃から日本若者協議会 準備会を立ち上げ、国政政党の国会議員と若者とのディスカッションイベントや自民党の成人年齢に関する特命委員会の若者へのヒアリング調査への協力などを行う。
  - 11月：任意団体「日本若者協議会」設立、代表に富樫泰良が就任。
  - 12月：維新の党、公明党、自民党、民主党との公開討論イベント「ユースパーラメント」を開催、取り上げた政策のいくつかは翌年の参院選の各党重点政策になった。
- 2016年
  - 06月：18歳選挙権サミット『ワカモノのミカタ政党はどこだ！』を開催。
  - 11月：給付型奨学金の実現を求めて公開シンポジウム等を開催、2017年国会において実現。
- 2017年05月：民進党総務部門会議に参加し「若者の政治参加」等を提言。
- 2018年
  - 03月
    - 「一般社団法人」取得、代表理事に室橋祐貴が就任。
    - 国会議員連盟「若者政策推進議員連盟」が設立、事務局に日本若者協議会が就く。

  - 11月：若者政策推進議員連盟として各党の政調会長に対し「被選挙権年齢の18歳への引き下げ」「供託金の大幅引き下げ」の2点を提言。[9]
- 2019年
  - 02月：自由民主党、公明党、立憲民主党、国民民主党、日本共産党、日本維新の会と日本版ユース・パーラメント2019「若者から政党への政策提言」を開催、同年に行われる参議院選挙の各党マニフェストに政策を反映させることに成功。[10]
  - 10月：第14回マニフェスト大賞の「優秀マニフェスト推進賞＜市民部門＞」優秀賞に選出される。[11]
  - 11月：「国会改革、国家公務員の長時間労働改善」を国政政党に対して提言。
  - 12月
    - 公明党「英語の民間試験導入等へのフォローアップに関するワーキングチーム第4回」に参加、他大学入試改革に関連したシンポジウムを開催。
    - 連合 相原康伸事務局長他と意見交換を行う。
- 2020年
  - 03月：経団連 正木義久 労働政策本部長他と意見交換を行う。
  - 05月：「9月入学」の是非について提言をまとめ、自民党「秋季入学制度検討ワーキングチーム 役員会」に提言。
  - 08月：「学校内民主主義を考える検討会議」を立ち上げ、校則改正以外の学校の諸問題についても生徒の声を反映させる「学校内民主主義」を確立していくことを主張、翌年1月には文部科学省に対して提言を行う。
  - 11月
    - 自民党・教育再生実行調査会「恒久的な教育財源確保に関する調査チーム」（主査・渡海紀三朗元文科相）に出席。
    - 関東支部を立ち上げ、関東の地方自治体に対するアドボカシ活動を開始。
- 2021年
  - 03月：自由民主党、都民ファーストの会、立憲民主党、東京維新の会、日本共産党と東京版ユース・パーラメント2021「若者から政党への政策提言」を開催、同年に行われる都議会議員選挙の各党マニフェストに政策を反映させることに成功。
  - 05月：日本版気候若者会議を設置、若者目線から消費・住・食など多角的に気候変動問題を捉え、環境省等に提言。
  - 06月：校則見直しガイドライン作成検討会議を設置、校則見直しの際の判断軸になるようなガイドラインを制定。
  - 08月
    - 小中学生が国会で議論されている内容を国会議員さながらに議論するイベント「こども国会」開催。[12]
    - 痴漢対策強化を求め、署名活動を行い文部科学省で記者会見を行う。

### 主な主張
日本若者協議会は当会理事会で決めた政策テーマをもとに、団体会員と希望する個人会員によって構成される政策委員会で勉強会等を開催しながら意見集約・分析・提言立案を行い、総会で承認を受けて主張・提言をまとめている。
- 学校内民主主義の実現（校則の改正プロセス明⽂化を求める通知の発出、主権者教育の⼿法に「学校運営への⽣徒参加」を含めることなど）
- 学校における政治的中立性の緩和
- 学習指導要領改訂に学習者である児童生徒が参加できる仕組みづくり
- 政党党員資格年齢の16歳への引き下げ
- 被選挙権年齢を一律18歳への引き下げ
- 未成年者による選挙運動禁止の撤廃
- 行政モニターや審議会、委員会等への若い当事者の参加
- 若者政策担当大臣・子ども若者省の設置、担当大臣と若者との定期的な意見交換会の設置
- 若者議会・若者協議会の設置
- こどもコミッショナーの設置
- 政党学生部の充実
- 選挙規制の大幅な緩和
- ネット投票の実施
- ハイフレックス型授業（対面と遠隔オンラインを同時進行させる形式）展開のための撮影スタッフ・撮影機器支援、遠隔授業で修得する単位数の上限緩和
- 少人数制授業のためのTA増員・ジョブディスクリプション規定の義務付け
- 大学設置基準（一科目あたりの単位数、各授業科目の授業期間、標準単位数、定員管理）の見直しと通知の発出
- 生きるために必要な教育内容の拡大（法教育、労働教育、金融教育、消費者教育、性教育）
- 若年層の自死対策、メンタルヘルス教育の促進
- 給付型奨学金の拡充、大学授業料減額
- 教員の働き方改革（給特法の廃止、部活動の地域スポーツへの移行など）
- 性教育の拡充
- 性的同意年齢を16歳へ引き上げ
- 教員から児童・生徒への性暴力対策の強化
- LGBTQ+への差別禁止を法整備化
- 選択的夫婦別姓制度の実現（民法750条の改正）
- 生理用品の軽減税率適用化もしくは公共施設（学校等）で無償配布
- 若者世代を対象にした家賃補助の実現
- 最低賃金の引き上げ
- 国内人権機関の設置
- 開かれた気候変動対策の実施
- 政策決定を審議する第三者機関の設置